# Dolerocypria minutissima
Dolerocypria minutissima är en kräftdjursart som beskrevs av Hartmann 1991. Dolerocypria minutissima ingår i släktet Dolerocypria och familjen Candonidae. Inga underarter finns listade i Catalogue of Life.